# Allan Davidson
Allan McLean »Scotty« Davidson, kanadski profesionalni hokejist in vojak, * 1890, Kingston, Ontario, Kanada, † 16. junij 1915, Belgija. 
Davidson je bil eden najobetavnejših hokejistov svojega časa. Dominiral je tako na mladinski ravni kot v profesionalni ligi National Hockey Association. Tik preden bi mu uspel veliki preboj, se je vpisal v vojsko in odšel na fronto, kjer je leta 1915 v Belgiji umrl. Leta 1950 je bil sprejet v Hokejski hram slavnih lige NHL.

## Hokejska kariera
Bil je domačin iz Kingstona, kjer je igral za tamkajšnje mladinsko moštvo Kingston Frontenacs, s katerim je osvojil naslov lige Ontario Hockey Association v letih 1910 in 1911. V sezoni 1912/13 je zaigral za NHA moštvo Toronto Blueshirts. Kmalu si je v moštvu pridobil status nepogrešljivosti, saj je na položaju desnega krilnega napadalca na 20 tekmah dosegel 19 zadetkov. Naslednjo sezono je bil uspešen 23-krat in je Blueshirtse povedel do svojega edinega Stanleyjevega pokala. Po izbruhu prve svetovne vojne leta 1914 se je vpisal v kanadsko vojsko. 
Leta 1950 je bil sprejet v Hokejski hram slavnih lige NHL. 

### Pregled hokejske kariere
Odebeljeno - reprezentančni nastopi, glej tudi Statistika pri hokeju na ledu.
| Moštvo                    | Liga             | Sezona |    | Redni del | Redni del | Redni del | Redni del | Redni del | Redni del |   | Končnica | Končnica | Končnica | Končnica | Končnica | Končnica |
| ------------------------- | ---------------- | ------ | -- | --------- | --------- | --------- | --------- | --------- | --------- | - | -------- | -------- | -------- | -------- | -------- | -------- |
| Moštvo                    | Liga             | Sezona | OT | G         | P         | T         | +/-       | KM        | OT        | G | P        | T        | +/-      | KM       |          |          |
| 14. regiment iz Kingstona | OHA-Sr.          | 08/09  |    | 4         | 8         | 0         | 8         |           | 11        |   | 4        | 4        | 0        | 4        |          | 6        |
| Kingston Frontenacs       | OHA-Ml.          | 09/10  |    |           |           |           |           |           |           |   |          |          |          |          |          |          |
| Kingston Frontenacs       | OHA-Ml.          | 10/11  |    |           |           |           |           |           |           |   |          |          |          |          |          |          |
| Calgary Athletics         | CCSHL            | 11/12  |    |           |           |           |           |           |           |   | 3        | 3        | 0        | 3        |          | 6        |
| Toronto Blueshirts        | NHA              | 12/13  |    | 20        | 19        | 0         | 19        |           | 69        |   |          |          |          |          |          |          |
| Toronto Tecumsehs         | Ekshib.          | 12/13  |    | 2         | 0         | 0         | 0         |           | 0         |   |          |          |          |          |          |          |
| Toronto Blueshirts        | NHA              | 13/14  |    | 20        | 23        | 13        | 36        |           | 64        |   | 2        | 2        | 0        | 2        |          | 11       |
| Toronto Blueshirts        | Stanleyjev pokal | 13/14  |    |           |           |           |           |           |           |   | 2        | 1        | 0        | 1        |          | 7        |
| Skupaj                    |                  |        |    | 46        | 50        | 13        | 63        |           | 144       |   | 11       | 10       | 0        | 10       |          | 30       |

## Vojaška kariera
Davidson se je v vojsko vpisal leta 1914 in do smrti, 16. junija 1915 v Belgiji, napredoval že do čina desetnika (lance corporal). Vpisan je na vojni spomenik Vimy Memorial v Franciji.

## Dosežki
- Osvojil Stanleyjev pokal, 1914